# JW23
JW23 – audycja na antenie RMF FM. Pierwsza emisja nastąpiła 27 listopada 1994, a ostatnia 2 stycznia 1999. Początkowo nadawana "pozaramówkowo" podczas dyżuru Marcina Jędrycha i Marcina Wrony w nocy z niedzieli na poniedziałek w godzinach 0:45-4:45. Po około 1,5 roku program wszedł oficjalnie do ramówki i był emitowany w każdą niedzielę w godzinach 20:00-0:00 (później 21:00-0:00). Program prowadzili: Marcin Jędrych oraz Marcin Wrona, którego zastąpił później Witold Odrobina.
Początkowo program składał się z tematycznych dyskusji z ekspertami i słuchaczami na wybrany temat (zwykle związany z relacjami damsko-męskimi i erotyką); w miarę nadawania programu pojawiały się w nim kolejne postaci oraz ich "kąciki" tematyczne, a sama audycja zaczęła opierać się głównie na absurdalnym humorze. 
Osobą towarzyszącą prowadzącym program prawie od pierwszych audycji był "Monter" (Wawrzyniec Sierosławski - były wieloletni realizator dźwięku w RMF FM, autor licznych jingli stacji). Na antenie pojawiali się także Tomasz "Amfi" Sarba oraz "Poczta" (Alina Kamińska) i "Ona".

## Stałe elementy programu
- Program rozpoczynała piosenka "All I Want" The Offspring
- Konkurs językowy (godz. 21:00)
- Konkurs Tele-8
- Klinika Doktora Wita
- Skrytka Witka
- Kącik poetycki Onej (godz. 22:22)
- Konkurs Czułe Ucho (godz. 23:00)
- Amfi-teatr Montera (godz. 23:30; czytane na antenie fragmenty tekstów propagandowych PRL-u i ideologów komunizmu).
- Program kończyła piosenka "Leti Vrana" czeskiego zespołu Buty i klip dźwiękowy (fragment filmu "Psy"), w którym Edward Linde-Lubaszenko mówi "No, kończcie flaszkę i do domu".

W trakcie programu wielokrotnie pojawiały się także fragmenty ścieżki dźwiękowej filmów Seksmisja, Rejs i Kingsajz.
Muzyka emitowana w JW23 to oprócz utworów z playlisty między innymi: przeboje czeskiego zespołu Buty, japońskie parodie utworów zespołu Queen, piosenki tureckie (m.in. Reyhan Karaca), polskie utwory ludowe, dance, techno, rock, metal i piosenki w wykonaniu samych autorów JW 23 (m.in. parodia disco polo "Rococo", "Marmelada", "To my - JW23", parodia death metalu "Boruta", słowacka piosenka ludowa "Tańcuj, tańcuj, okręcaj").

## 8
Przeniesienie pory emisji audycji z późnych godzin nocnych na 20:00 (8:00 wieczorem) prowadzący uczcili ogłaszając cyfrę 8 cyfrą przewodnią audycji. Słuchaczy zachęcano do nadsyłania przedmiotów związanych z ósemką, zdjęć tablic rejestracyjnych zawierających same cyfry 8, czy wręcz kartek papieru w całości zapisanych ósemkami.